# Distretto di Sa Bot
Il distretto di Sa Bot (in thailandese: สระโบสถ์) è un distretto (amphoe) della Thailandia, situato nella provincia di Lopburi.